# Seid Huković

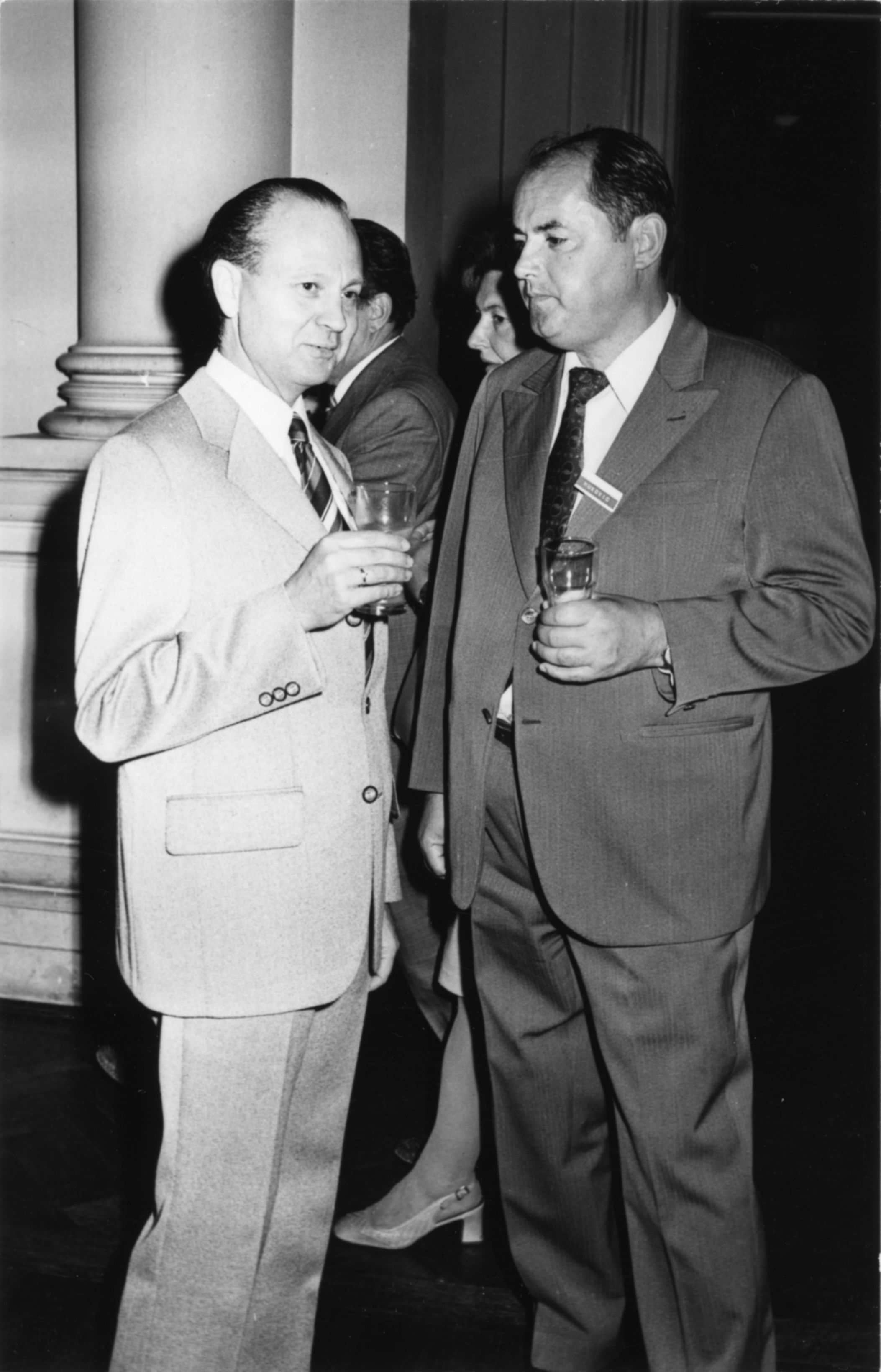
Seid Huković (rechts) und Erich Muscholl 1974 in Graz

Seid Huković (* 1. September 1925 in Sarajevo; † 5. Juni 2001 ebenda) war ein jugoslawischer Pharmakologe.
Er schloss 1951 sein Medizinstudium an der Universität Zagreb ab. Anfang der 1960er Jahre war er als Stipendiat des Deutschen Akademischen Austauschdienstes am Pharmakologischen Institut der Universität Mainz tätig, wo er gemeinsam mit Erich Muscholl forschte. Ab 1969 war er ordentlicher Professor für Pharmakologie und Toxikologie an der Universität Sarajevo, ab 1973 Mitglied der Bosnischen Akademie der Wissenschaften und Künste, von 1991 bis 1998 deren Präsident.

## Werk
Bekannt geworden ist Huković besonders durch die Entwicklung neuer pharmakologischer Versuchsmodelle, und zwar isolierter Organe mit intakten sympathischen Nerven. Damit sind zum Beispiel präsynaptische Rezeptoren entdeckt worden. Im Einzelnen handelte es sich um
- Herzvorhöfe von Kaninchen,[2]
- komplette Herzen von Kaninchen,[3]
- Samenleiter von Meerschweinchen,[4] und
- Harnblasen von Ratten.[5]